# Estadio Murrayfield
El Murrayfield Stadium es un estadio multiusos situado al oeste de Edimburgo, Escocia. Fue inaugurado el 21 de marzo de 1925 y remodelado completamente en 1995. Cuenta con una capacidad total de 67 800 espectadores, todos ellos sentados, siendo así el estadio de mayor capacidad en Escocia.
Es la sede de la Unión Escocesa de Rugby y un símbolo dentro del mundo del rugby. La selección de rugby de Escocia juega en este estadio desde su inauguración, el 21 de marzo de 1925 disputando un partido contra la selección de Inglaterra. Ese fue el año en que obtuvieron, por primera vez en su historia, Grand Slam en el Torneo de las Seis Naciones.
El Murrayfield ha albergado además partidos de fútbol. El Heart of Midlothian, uno de los dos clubes de la capital, decidió hacer del Murrayfield su sede para los partidos de competición europea de la temporada 2006-07 ya que su estadio, el viejo Tynecastle Stadium, no cumplía los requisitos mínimos de la UEFA. También se han disputado partidos de fútbol americano y recitales de importantes grupos musicales, como por ejemplo U2 y los Red Hot Chili Peppers. Durante el 2005 fue sede de uno de los conciertos del Live 8 con The Corrs, Travis y Texas entre otros.

## Localización
Murrayfield se encuentra cerca de Murrayfield Ice Rink, Murrayfield Curling Rink, y cerca del zoológico de Edimburgo. Lleva el nombre de la zona de Edimburgo en la que está ubicado, Murrayfield.
Cuenta con buenas conexiones de transporte público, particularmente bien servido por las rutas de autobús a lo largo de la línea de Corstorphine. A pesar de que la línea va junto al estadio, la estación de tren más cercana está en Haymarket, que se encuentra a una milla de distancia.
La nueva parada de tranvía del estadio de Murrayfield se encuentra cerca del estadio en Roseburn Street. Se espera que la parada de tranvía pueda abrir en 2014 y será servida por los tranvías de Edimburgo en una línea entre el centro de la ciudad y el aeropuerto de Edimburgo, que también conecta con los servicios de tren en las estaciones Haymarket y Edinburgh Park.

## Historia
La Unión Escocesa de Rugby compró un terreno y construyó el primer Murrayfield, inaugurado el 21 de marzo de 1925. Los anteriores partidos internacionales se habían jugado en Inverleith. Los primeros visitantes fueron Inglaterra, quien venció a Escocia para ganar su primer campeonato del Cinco Naciones del Grand Slam.

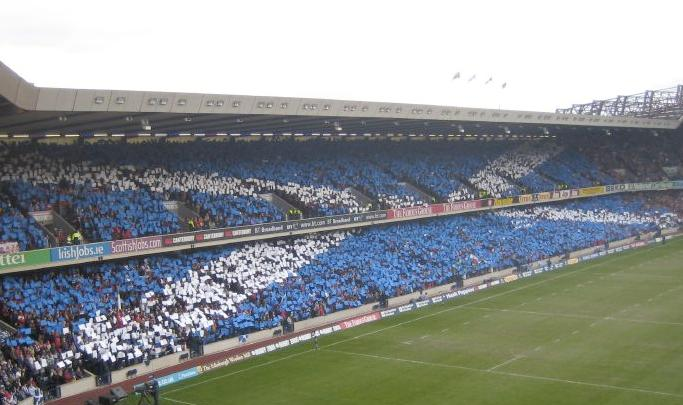
Murrayfield, sede de la selección de rugby escocesa.

Durante la Segunda Guerra Mundial el terreno de Murrayfield se le ofreció a la nación y fue tomado por la Royal Army Service Corps y utilizado como almacén de suministros. Durante los años de guerra las autoridades deportivas de las fuerzas armadas lograron organizar dos partidos internacionales entre Inglaterra y Escocia cada año, en partidos de ida y vuelta. Los partidos en casa de Escocia fueron jugados en Inverleith durante los dos primeros años con un retorno a Murrayfield en 1944 después de devolver los bienes confiscados de ese terreno. En 1994, Murrayfield completó una renovación de 50 millones de libras y se instalaron focos por primera vez.

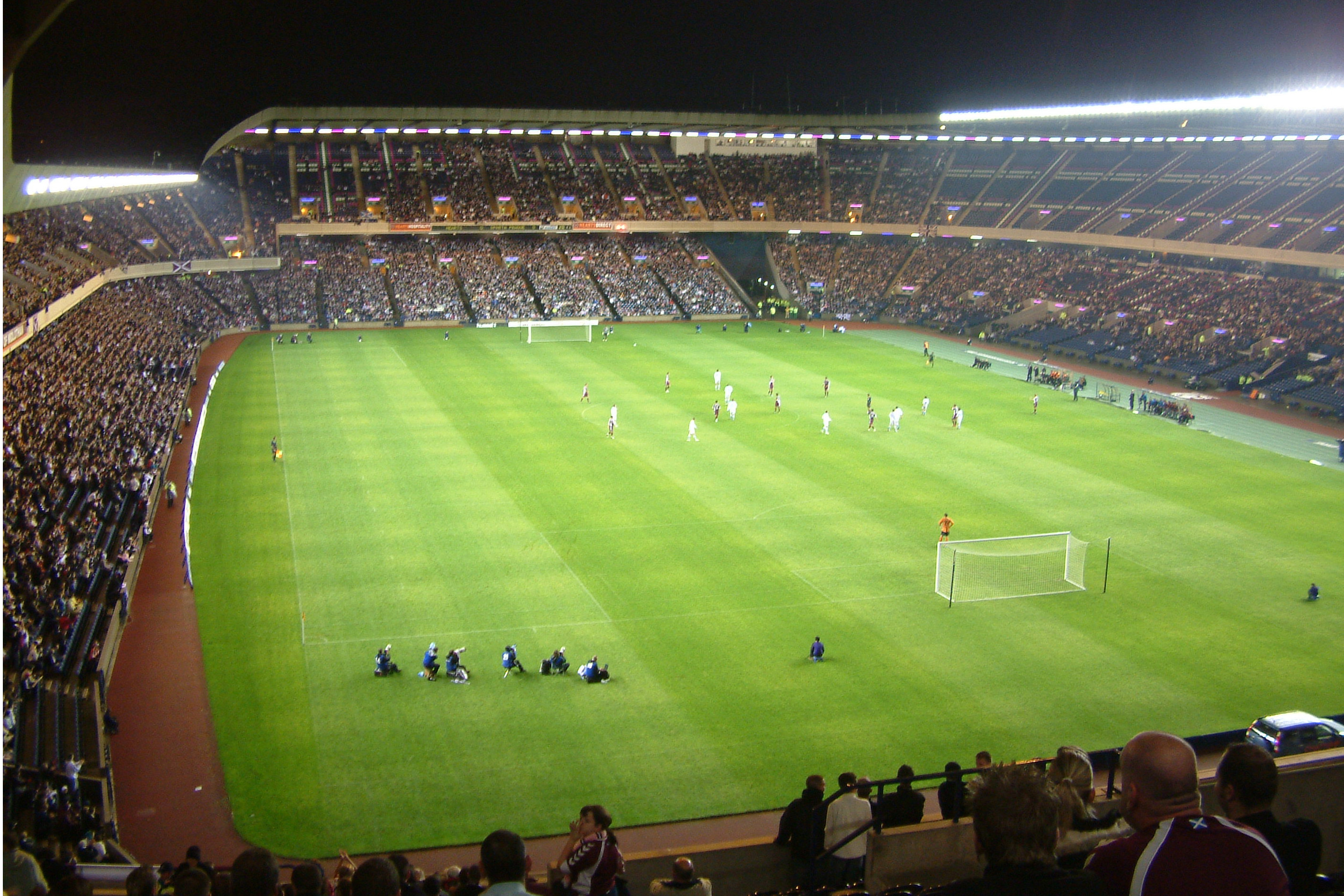
Murrayfield durante un partido de fútbol.

Murrayfield es la sede de la selección escocesa de rugby y todos los partidos del Seis Naciones de Escocia se juegan en el estadio. El recinto también alberga los partidos del Edinburgh Rugby, uno de los dos clubes profesionales de Escocia en el Pro12 que cuenta con equipos de Irlanda, Gales, Sudáfrica e Italia (para partidos de Pro12 sólo se utiliza, normalmente, el nivel inferior de la tribuna oeste). De 2007 a 2011, fue sede del Edinburgh Sevens, el evento final de la IRB Sevens World Series anual de rugby a siete, pero el torneo se trasladó a Glasgow a partir de 2012 debido a la baja asistencia. Murrayfield acogió selectos partidos de la Copa del Mundo de Rugby 2007. El estadio también fue sede de la final de la Heineken Cup en 2005, cuando el Stade Toulousain derrotó al Stade Français por 18 puntos a 12, y de nuevo en 2009, cuando Leinster derrotó al Leicester por 19 puntos a 16.
El estadio también ha sido sede de partidos de fútbol. El equipo local del Heart of Midlothian FC (Hearts) de la Scottish Premier League utilizó Murrayfield para disputar sus partidos como local en la Copa de la UEFA 2004-05, ya que su estadio, Tynecastle, no cumplía con los criterios de la UEFA. El equipo disputó sus partidos contra el Sporting Braga, Ferencvaros, Schalke, AEK Atenas, Siroki Brijeg and Sparta Praga en Murrayfield. Desde entonces los Hearts remodelaron Tynecastle para ajustarse a la normativa UEFA y no necesitar trasladarse a Murrayfield. Sin embargo, tanto Hearts como Hibernian han jugado amistosos de pretemporada contra el FC Barcelona en Murrayfield debido a su mayor capacidad.
A pesar de ser un estadio de rugby union, Murrayfield también ha sido sede de partidos de rugby league al acoger la Challenge Cup en 2000, 2002 y 2003. El estadio comenzó a organizar la Super League en esa modalidad en 2009, tomando el relevo del Millenium Stadium de Cardiff.
Murrayfield ha albergado encuentros de fútbol americano y fue uno de los dos lugares en los que jugaban los ya desaparecidos Scottish Claymores en la NFL Europa entre 1995 y 2004, siendo el otro Hampden Park en Glasgow. Además, fue la sede de World Bowl IV el 23 de junio de 1996. El estadio ha sido mencionado como un potencial lugar de acogida para la Serie Internacional de la NFL, en caso de que la National Football League añadiese futuros partidos que no sean en su actual sede permanente, el estadio Wembley en Londres.

## Otros eventos

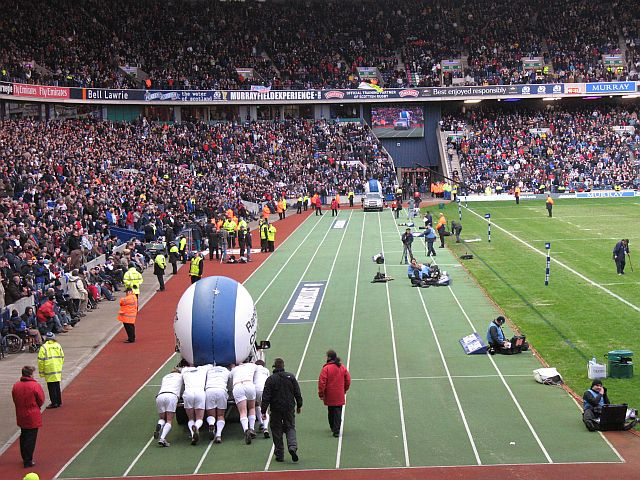
La pista de atletismo de 100 m de Murrayfield permite al estadio acoger otros eventos.

El estadio puede acoger pruebas de atletismo, ya que cuenta con una pista de atletismo de 100 m en la tribuna principal, pero ha sido utilizado, en más ocasiones, para recibir a artistas musicales internacionales que actúan en Edimburgo. Los Red Hot Chili Peppers dieron un concierto en Murrayfield el 13 de junio de 2004 como parte de Roll on the Red tour. Más de 70 000 personas acudieron a ver a la banda californiana, espectáculo en el que también participaron N*E*R*D y Ash.
En julio de 2005, Murrayfield fue sede del concierto final Live 8, Edinburgh 50,000 - The Final Push, con actuaciones de la talla de James Brown, Texas y The Proclaimers.
El grupo de rock inglés Oasis tocó en un concierto con entradas agotadas, el 17 de junio de 2009, como parte de su gira mundial. Esta fue la última vez que ofrecieron un concierto en Escocia y la segunda vez que habían tocado en el estadio, siendo el primero en su Standing on the Shoulder of Giants Tour en 2000. En junio de 1999, los Rolling Stones tocaron en Murrayfield en su Bridges to Babylon Tour.
Los últimos artistas notables en actuar en Murrayfield fueron los norteamericanos Bon Jovi, el 22 de junio de 2011, como parte de su gira mundial, y Madonna, que ofreció un lleno total de 52,160 espectadores el 21 de julio de 2012 como parte de su gira The MDNA Tour.

## Imágenes

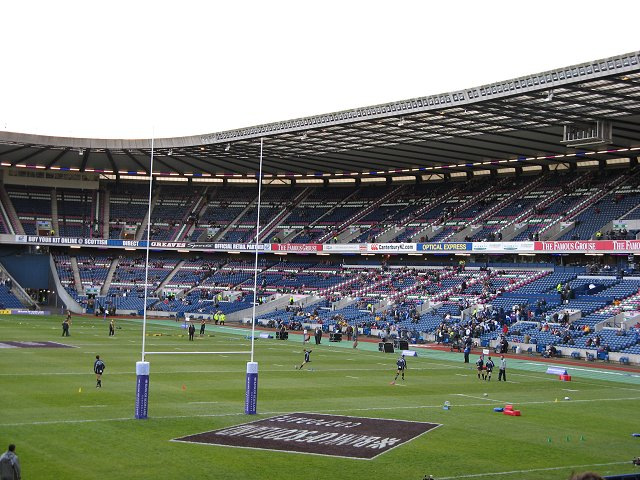
Partido de rugby.
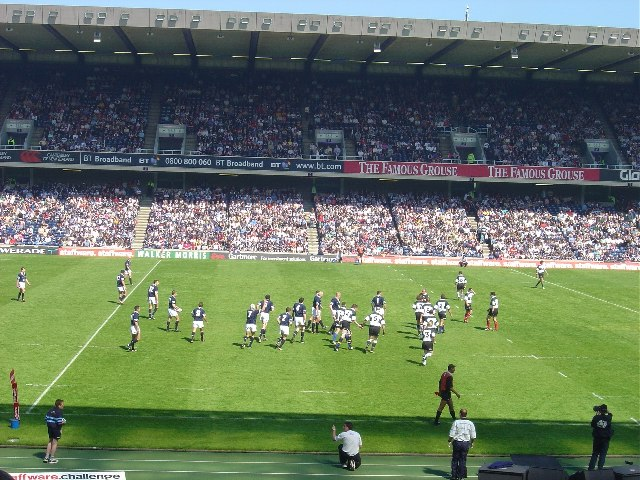
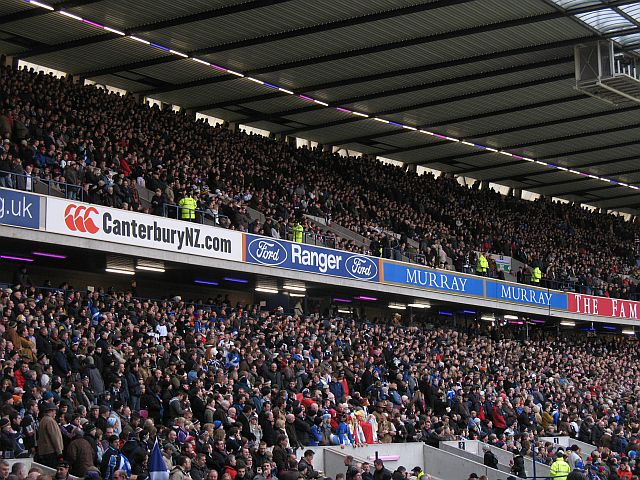
Tribuna oeste.